# Restauración de Pedro

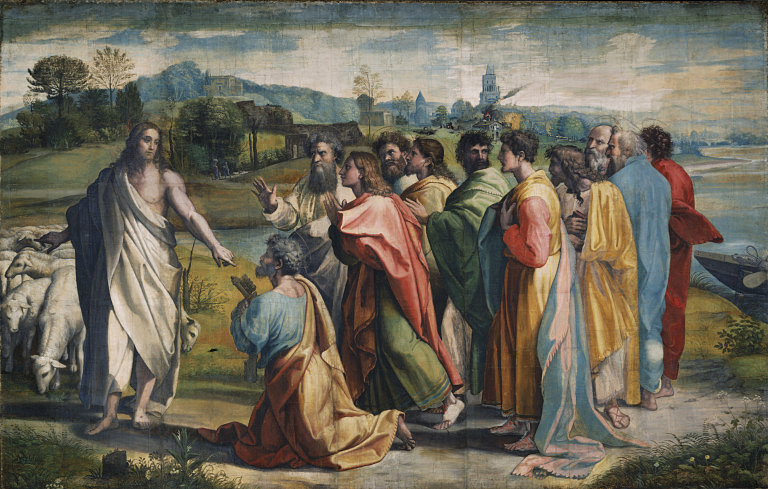
Rafael, El encargo de Cristo a Pedro, 1515.

La Restauración de Pedro (también conocida como la Re-comisión de Pedro) es un incidente descrito en Juan 21 del Nuevo Testamento en el que Jesús se apareció a sus discípulos después de su resurrección y habló a Pedro en particular. Jesús devolvió a Pedro a la comunión después de que Pedro previamente le negara y le dijo a Pedro que apacentara las ovejas de Jesús.

### La resurrección de Jesús
Según el Nuevo Testamento, Jesús resucitó de entre los muertos y se apareció a sus discípulos. El Evangelio de Juan recoge varias de estas apariciones. Así, este episodio forma parte de la cuarta aparición de la resurrección en el evangelio de Juan.
1 Corintios 15:5 sugiere que Jesús ya se había aparecido individualmente a Pedro; A. B. Bruce argumenta sobre esta base que el relato de Juan 21 no es realmente una «restauración», puesto que Pedro ya habría sido restaurado: «¿Quién puede dudar de que después de aquel encuentro la mente del discípulo se tranquilizó, y que a partir de entonces estuvo en paz, tanto consigo mismo como con su Maestro?" Bruce concluye que el relato no es «la restauración de Pedro a una posición perdida, sino su vuelta a un sentido más solemne de la alta vocación.»

### Negación de Pedro
Los cuatro evangelios recogen la negación de Pedro a Jesús, y todos los evangelios sinópticos recogen cómo Pedro «lloró amargamente» tras el canto del gallo. Juan omite este detalle, pero es el único que describe la escena de la restauración entre Jesús y Pedro. Sin embargo, a menudo se piensa que las palabras de Jesús en Marcos 16:7 transmiten el mensaje de la restauración de Pedro: «Pero id, decid a sus discípulos y a Pedro: 'Va delante de vosotros a Galilea...'». (Nueva Versión Internacional).
Paul Barnett señala que el acercamiento de Jesús a Pedro en Juan 21 es «a la vez indulgente y severo».

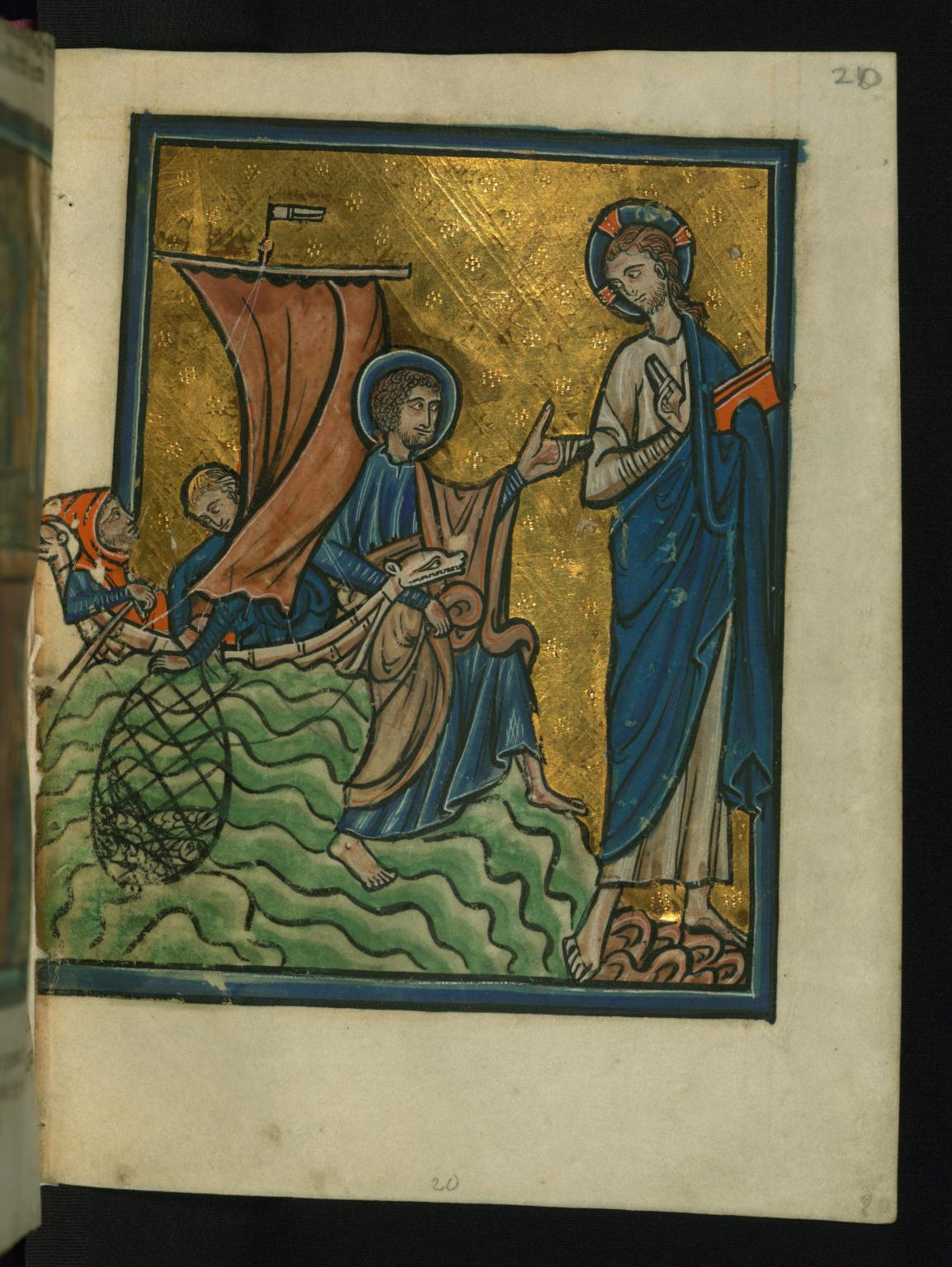
William de Brailes, Cristo aparece en el lago Tiberíades, c. 1250

.

### Reunión junto al mar
En Juan 21, Pedro va a pescar con otros seis discípulos. No pescan nada en toda la noche, pero por la mañana Jesús se reúne con ellos y les dice que echen la red al otro lado de la barca. Cuando lo hacen, hay una milagrosa pesca de 153 peces.
Jesús y sus discípulos desayunan en la orilla. Jesús prepara el desayuno de pan y pescado, incluyendo un fuego de carbón. Pedro también estaba cerca de un fuego de carbón cuando negó a Jesús. Cuando terminan de comer, Jesús habla particularmente a Pedro.

## El triple encargo de Jesús a Pedro

### Comparación con la negación de Pedro
Anteriormente Pedro había negado a Jesús tres veces. Ahora, en respuesta al interrogatorio de Jesús, Pedro afirma tres veces su amor por Jesús. William Hendriksen señala algunas otras correspondencias entre este episodio y el de la negación de Pedro. Por ejemplo, es en un fuego de carbón (ἀνθρακιὰν  'anthrakiá' ) donde Pedro negó por primera vez a Jesús (Juan 18:18) y ahora se le pide que confiese su amor por su maestro (Juan 21:9). Ben Witherington III sugiere que «Juan hace que la triple restauración tenga lugar en un escenario similar a donde tuvo lugar la triple negación. Es como volver a visitar la escena del crimen, sólo que esta vez haciéndolo bien."

### «¿Me amas más que éstos?»
Jesús pregunta a Pedro: «¿Me amas más que éstos?». El texto griego es ambiguo en cuanto a qué se refiere el «éstos», y D. A. Carson señala que hay tres posibilidades:
1. ¿Me amas más que a estos discípulos?
2. ¿Me amas más que a este aparejo de pesca?
3. ¿Me amas más que a estos otros discípulos?

El propio Carson elige la tercera opción. Adrienne von Speyr argumenta: «El Señor espera que Pedro le ame más que los demás, más que Juan, que sin embargo es el amor personificado. Y también debería tener conocimiento personal de este más. Esta expectativa constituye una sobrecarga inmediata para Pedro, una sobrecarga que comienza aquí y no tendrá fin hasta el fin de los tiempos. ... Más que éstos significa también: más que éstos, que hasta ahora sólo han conocido el amor personal."

### Dos palabras usadas para «amor»
El diálogo entre Jesús y Pedro contiene dos palabras diferentes para «amor», que algunos comentaristas, aunque no todos, consideran de importancia exegética. Las palabras son agapaô (la forma verbal del sustantivo agape) y phileô (la forma verbal del sustantivo philia). El diálogo procede como sigue:
- Jesús preguntó: «¿tú me “agapâis”?».
- Pedro respondió: «yo te “phileô”».
- Jesús preguntó: «¿Me “agapâis”?».
- Pedro respondió: «Yo “phileô” a ti».
- Jesús preguntó, «¿tú me “phileis”?»
- Pedro respondió: «Yo “phileô” a ti».

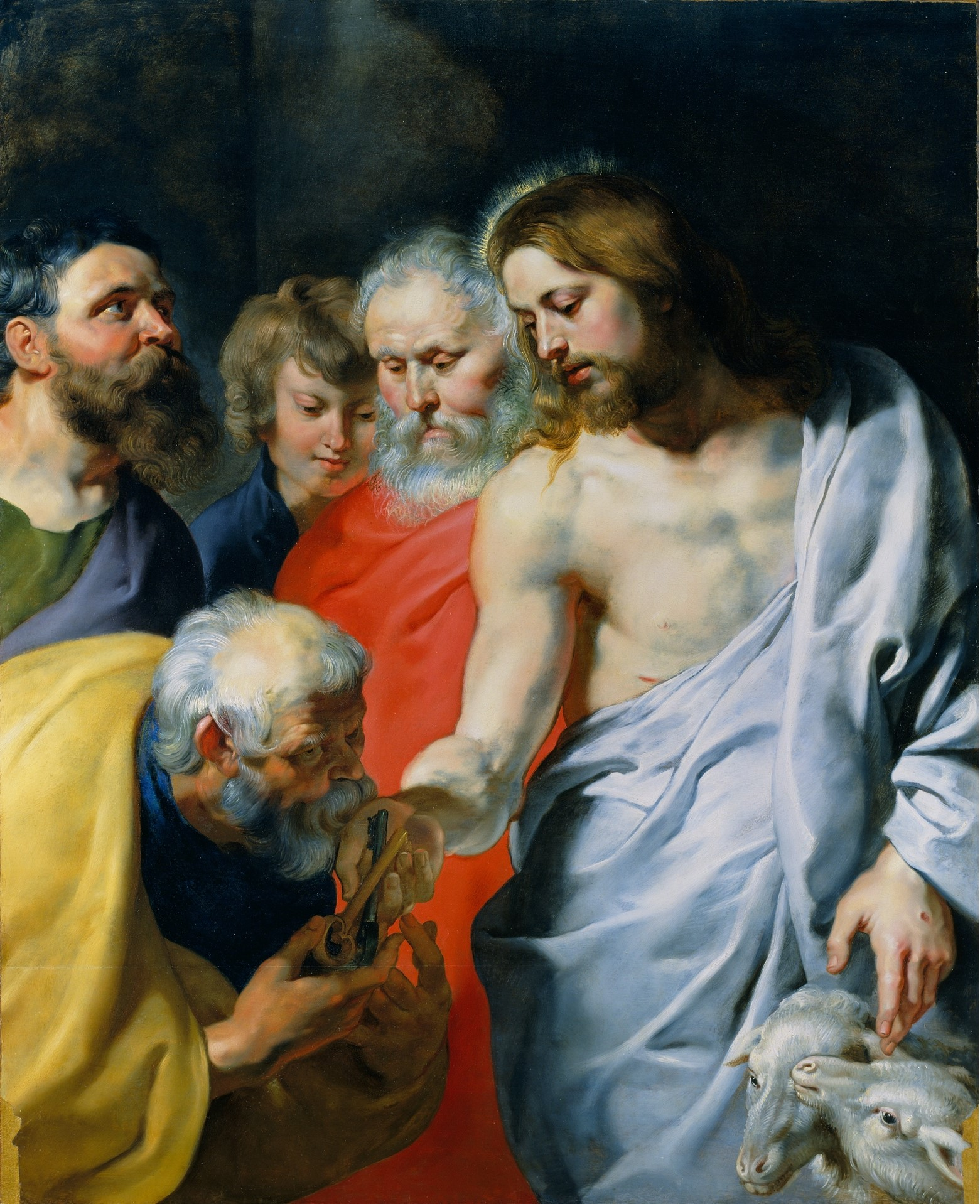
Peter Paul Rubens, El encargo de Cristo a Pedro, c. 1616

Esto aparece en la edición de 1984 (pero no en la de 2011) de la Nueva Versión Internacional, que traduce agapao como «amar de verdad» y phileo como «amor». Ben Witherington III sugiere que esto indica «la graciosa condescendencia de Jesús al nivel que Pedro estaba preparado para responder en esta coyuntura». William Hendriksen argumenta que en su tercera pregunta, Jesús está poniendo en duda incluso el «apego subjetivo» y el afecto de Pedro, y por eso dice «Pedro se entristeció porque le dijo esta tercera vez...» (Juan 21:17).
Otros comentaristas, como Carson, rechazan la idea de una distinción entre el significado de las dos palabras. Según Thomas J. Lane, «Desde los primeros siglos, se ha debatido si tiene algún significado que Pedro responda con un verbo de amor diferente y que para la tercera pregunta Jesús utilice el mismo verbo de amor que Pedro. Aunque la opinión mayoritaria ha oscilado de un lado a otro a lo largo de los siglos, la opinión común ahora es que, puesto que estos dos verbos de amor se usan indistintamente en este Evangelio, no hay ningún significado especial en su uso aquí en [Juan] 21:15-17.». [Craig S. Keener|Keener]] ha hecho un estudio de su intercambiabilidad en Juan, mostrando que ambos se utilizan incluso para describir al Padre amando a Jesús."
En su El Señor, Romano Guardini dice que la segunda y tercera preguntas de Jesús hicieron que Pedro nunca más le respondiera con su «antigua confianza», le hicieron más humilde y se dio cuenta de que estaba siendo castigado por «su triple traición».

### Pedro nombrado pastor
En respuesta a las tres afirmaciones de amor de Pedro hacia él, Jesús le da tres órdenes: «Apacienta mis corderos» / “Cuida de mis ovejas” / “Apacienta mis ovejas”. Jesús vuelve a encomendar a Pedro como apóstol y líder de la Iglesia. «Oveja» es una metáfora común en el Nuevo Testamento para referirse al pueblo de Dios. Este es el origen de la palabra «pastor», que significa «pastor».
La Enciclopedia Católica de 1913 sostiene que el título de «Vicario de Cristo», dado al Papa, se fundamenta en estas palabras de Jesús, «por las que constituyó al Príncipe de los Apóstoles guardián de todo su rebaño en su propio lugar, haciéndole así su Vicario y cumpliendo la promesa hecha en Mateo 16, 18-19». « Teólogos protestantes como D. A. Carson sostiene que «ni la preeminencia fundadora ni la autoridad comparativa están a la vista» en este pasaje. Escribiendo desde una perspectiva Ortodoxa, Victor Potapov argumenta que la palabra «alimentar» no significa «la autoridad suprema del pastoreo», sino simplemente «la autoridad y las responsabilidades del pastoreo propias de todos los apóstoles y sus sucesores».

## La predicción de Jesús sobre la muerte de Pedro
A continuación, Jesús le describe el futuro de Pedro y le dice que «otro te vestirá y te llevará adonde no quieras ir» (Juan 21:18, Nueva Versión Internacional). El narrador interpreta que esto se refiere a la Martirio de Pedro (Juan 21:19). Según una tradición que se encuentra en los Hechos de Pedro apócrifos, Pedro fue crucificado cabeza abajo. 
El clasicista Timothy Barnes defiende otra posibilidad. Sugiere que si el autor de Juan conocía los detalles aproximados de la muerte de Pedro, estos Versículos en realidad implican que Pedro no fue crucificado, sino quemado vivo. Según el historiador Tácito, Nerón ordenó quemar vivos a los cristianos a los que acusaba de estar detrás del Gran Incendio de Roma como una especie de justicia poética. Los criminales eran generalmente crucificados desnudos (a pesar de que el arte posterior a menudo representa a Jesús con un taparrabos para la modestia), un mal ajuste para ser «vestido» por otro, mientras que quemar a alguien vivo puede haber implicado la colocación de una túnica empapada en aceite sobre ellos, lo que sugiere que el Versículo puede haber sido una referencia a tal vestimenta. 

## Sígueme
Después de haber dicho todo lo anterior, Jesús dijo a Pedro: «Sígueme» (Jn 21,19). Guardini argumenta: «También aquí se recuerda, transfigura y continúa un acontecimiento del pasado». En ese momento Pedro se alegró de nuevo al darse cuenta de que había sido perdonado, y luego retomó «algo de su antigua gárrula».